# Learjet 23
El Learjet 23 es un avión de negocios bimotor con capacidad para 4 o 6 pasajeros fabricado por la compañía Canadiense Learjet.

## Historia
El Learjet 23 tiene sus bases en un caza, diseñado por Hans-Luzius Studer, propuesto a Suiza y conocido como FFA P-16. Aunque el caza no se llegó a producir en serie, William Powell Lear reconoció el potencial del diseño y creó una empresa, la Swiss American Aviation Corporation (SAAC), para fabricar el denominado en principio SAAC 23. La compañía se trasladó a Wichita, donde se empezó la fabricación del primer modelo 23 el 7 de febrero de 1962. El avión realizó su primer vuelo el 7 de octubre de 1963, y un año más tarde, el 13 de octubre de 1964, se entregó el primer aparato de producción.
Este avión abrió un nuevo mercado de aviones corporativos más rápidos y eficientes que los turbohélices. El LJ23 se considera un modelo para los aviones similares que siguen en producción.
La producción de Learjet 23 finalizó en 1966 tras haberse construido un total de 104 unidades. En 1998 aún existían 39 aviones en uso. Se han perdido 26 unidades en accidentes.

## Operadores
Estados Unidos
- NASA
- NetJets

## Especificaciones[2]

### Características generales
- Tripulación: 2
- Capacidad: Entre 5/7 plazas
- Longitud: 10,84 m
- Envergadura: 13,18 m
- Altura: 3,73 m
- Superficie alar: 21,46 m²
- Peso vacío: 2.790 kg
- Peso cargado: 3.517 kg
- Planta motriz: 2× Turborreactor General Electric CJ610-4.
  - Empuje normal: 1.293 kg de empuje cada uno.

### Rendimiento
- Velocidad máxima operativa (Vno): 903 km/h (561 MPH; 488 kt)
- Velocidad crucero (Vc): 781 km/h
- Alcance: 2550 km (1377 nmi; 1584 mi)
- Techo de vuelo: 13.715 m

### Secuencias de designación
LJ23 - LJ24 - LJ25 - LJ28 - LJ29